# Chính phủ Lâm thời Trung Hoa Dân Quốc (1937–1940)
Chính phủ lâm thời Trung Hoa Dân quốc là chính phủ lâm thời của Trung Quốc được bảo hộ bởi Nhật Bản đã tồn tại giữa 1937 đến 1940 trong Chiến tranh Trung-Nhật lần thứ hai.

## Lịch sử
Sau cuộc chinh phạt Hoa Bắc, trụ sở Hoàng gia Nhật Bản đã cho phép thành lập chế độ cộng tác như một phần trong chiến lược tổng thể của nó nhằm thiết lập vùng đệm tự trị giữa Trung Quốc và Mãn Châu quốc do Nhật Bản kiểm soát. Nó trên danh nghĩa kiểm soát các tỉnh Hà Bắc, Sơn Đông, Sơn Tây, Hà Nam và Giang Tô.
Chính phủ lâm thời Trung Hoa Dân quốc được chính thức thành lập bởi Vương Kemin, cựu Bộ trưởng Tài chính Quốc dân Đảng, vào ngày 14 tháng 12 năm 1937, với thủ đô tại Bắc Kinh. Kemin được hỗ trợ bởi Đường Erho, người từng là chủ tịch của Lập pháp viện và Bộ trưởng Bộ Giáo dục.
Các hoạt động của họ được quy định và giám sát cẩn thận bởi các cố vấn do Quân đội Nhật Bản tại khu vực Hoa Bắc cung cấp. Việc người Nhật thất bại trong việc trao cho Chính phủ lâm thời bất kỳ cơ quan có thẩm quyền thực sự nào đã làm mất uy tín trong mắt người dân địa phương và khiến cho sự tồn tại của nó chỉ mang tính tuyên truyền hạn chế cho chính quyền Nhật Bản.
Chính phủ lâm thời sẽ cùng với Chính phủ Duy tân Trung Hoa Dân quốc, đưa vào chính phủ quốc dân không được công nhận được tổ chức lại của Uông Tinh Vệ có trụ sở tại Nam Kinh vào ngày 30 tháng 3 năm 1940, nhưng trong thực tế, trên thực tế, hầu như vẫn độc lập dưới tên của "Chính quyền tự trị Đông Hà Bắc" ((華北政務委員會)) vào cuối chiến tranh.